# تونگونی

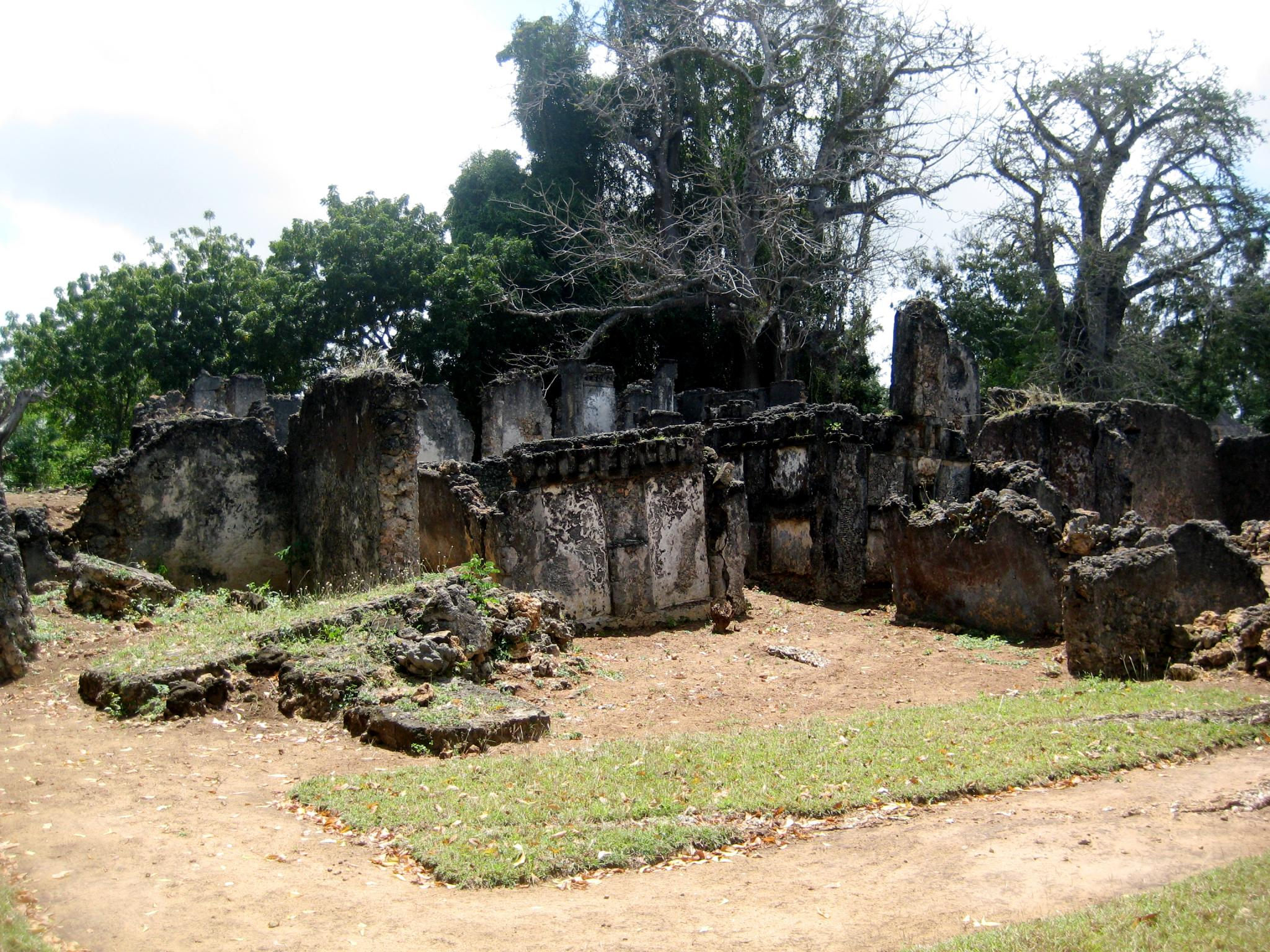
ویرانه‌های تونگونی در جنوب تانگا در تانزانیا

ویرانه‌های تونگونی خرابه‌های یک مسجد و ۴۰ قبر مربوط به سده ۱۵ میلادی در در تونگونی، یک روستای ماهیگیری در ۱۷ کیلومتری جنوب تانگا در تانزانیا هستند. این مکان در سده ۱۵ یک مرکز تجاری بزرگ بوده‌است.
کتیبه‌ای به زبان فارسی نیز در آنجا یافت می‌شود.